# Winx Power Show
Winx Power Show è un musical iniziato nel 2005 e terminato nel 2007, tratto dal cartone animato Winx Club di Iginio Straffi, prodotto da M.A.S. e diretto da Salvatore Vivinetto.

## Trama
Lo spettacolo si apre a Magix, dove dalla Terra giunge la voce di Melissa, una giovane ragazza dubbiosa sull'esistenza delle Winx: sarà compito delle fate far ricredere la scettica terrestre. Una volta scese sulla Terra, Bloom, Stella, Flora, Musa, Tecna e Aisha si troveranno ad affrontare le loro agguerrite e perfide nemiche di sempre, le Trix, alleate al temibile Lord Darkar. Con l'aiuto degli Specialisti però, le Winx supereranno tutte le difficoltà, sconfiggendo ancora una volta il male, in un avvincente duello. Lo show si conclude con il ritorno di Melissa sulla Terra.

## DVD e gadgets
| N° | Titolo                       | Note                         |
| -- | ---------------------------- | ---------------------------- |
| 1  | Winx Power Show - Il musical | edizione da edicola + poster |
| 2  | Winx Power Show - Il musical | edizione da negozio          |
| 3  | Winx Power Show - Il musical | album di figurine + poster   |